# Proeme latipennis
Proeme latipennis är en skalbaggsart som först beskrevs av Lane 1973.  Proeme latipennis ingår i släktet Proeme och familjen långhorningar. Inga underarter finns listade.